# Revelations: Persona
Revelations: Persona (jap. 女神異聞録ペルソナ Megami Ibunroku Persona; dosł. Odyseja Bogini: Persona) – japońska gra fabularna wydana przez Atlusa w 1996 roku w Japonii i Ameryce Północnej na PlayStation. Port na PlayStation Portable został wydany pod tytułem Shin Megami Tensei: Persona w 2009 roku w Japonii i Ameryce Północnej, a w 2010 roku w Europie. Jest to pierwsza część serii Persona, spin-offu serii Megami Tensei.

## Odbiór
W pierwszym tygodniu sprzedaży, Persona sprzedała się w 201 147 egzemplarzach. Była to najlepsza sprzedaż w pierwszym tygodniu gry z serii do czasu wydania Persony 5 dwadzieścia lat później. W roku wydania gry w Japonii, sprzedano tam 391 556 kopii, co dało grze 21. miejsce na liście najlepiej sprzedających się gier w 1996 roku. Persona była opisywana w zachodniej prasie po wydaniu w Ameryce Północnej jako „niespodziewany hit”. Port gry na PSP także odniósł sukces – Atlus oczekiwał sprzedaży na poziomie 50 tys. kopii w Japonii i 35 tys. kopii w Ameryce, a sprzedano odpowiednio 160 tys. i 49 tys. egzemplarzy gry.